# Ключ 201
Ключ 201 (кит. иер. 黄) — ключ Канси со значением «желтый»; один из четырёх, состоящих из двенадцати штрихов.
В словаре Канси есть 42 иероглифа (из 49 030), которые можно найти с этим радикалом.

## История
Идеограмма «желтый» восходит корнями к изображению огня и поля. Очевидно, что такой сложной идеограммой древние китайцы хотели передать как можно больше возможных цветов: от золотисто-желтого цвета пламени до желто-песочного — цвета спелой пшеницы или земли.
В современном языке иероглиф используется в значениях: «желтый, соловый, рыжий, золотисто-желтый, золотистый (императорский цвет)», «императорский, высочайший, августейший», «желтеть, вянуть, золотиться» и др.
В качестве ключевого знака иероглиф используется редко.
В словарях находится под номером 201.

## Древние идеограммы

Вид в Цзягувэнь
Вид в Цзиньвэнь
Вид в большой печати Чжуаньшу
Вид в малой печати Чжуаньшу

## Различия в написании
Написание иероглифа зависит от региона.
| Тайвань | Китай | Япония | Корея |
| ------- | ----- | ------ | ----- |
| 黃      | 黄    | 黄     | 黃    |

- Примечание: Ваш браузер может отображать иероглифы неправильно.

## Примеры иероглифов
| Доп. черт | Иероглифы |
| --------- | --------- |
| 0         | 黃 (黄)   |
| 4         | 䵊 黅 黆  |
| 5         | 黇 黈 黉  |
| 6         | 䵋 黊 黋  |
| 7         | 䵌        |
| 8         | 䵍        |
| 9         | 䵎        |
| 11        | 䵏        |
| 12        | 䵐        |
| 13        | 黌        |

- Примечание: Ваш браузер может отображать иероглифы неправильно.